# 魔牆人偶
魔牆人偶（香港舊譯 吸盤小丑）是任天堂和Game Freak所特許經營的《精靈寶可夢》系列裡的虛構生物「寶可夢」之一，在《精靈寶可夢 紅》與《精靈寶可夢 綠》中首次被引入，之後出現在該系列的許多作品裡。在動畫中，它由上田祐司配音，英語版由凱傑·羅傑配音。它具有創造隱形屏障的能力。在電視動畫裡，有一個魔牆人偶經常會幫忙主角小智的母親花子做家事。在《神奇寶貝特別篇》中，它替反派組織火箭隊創造了一道隔離城市的牆，以防有人從外界入侵。

## 備註
1. ↑  Willis, John; Barry Monush. . Hal Leonard Corporation. 2002. ISBN 1-55783-479-2.

- #122 Mr. Mime （页面存档备份，存于）
- 36. Mr. Mime — The 50 Best Pokemon Up to "Pokemon Crystal （页面存档备份，存于）